# 沈丁花の細道
江戸切絵『沈丁花の細道』（じんちょうげのほそみち）は宝塚歌劇団のミュージカル作品。12場。
月組公演。
原作は山本周五郎の「半之助祝言」。脚本・演出は柴田侑宏。
併演作品は『ザ・レビューII』。

## 概要
※『宝塚歌劇100年史（舞台編）』の宝塚大劇場公演参考。
宝塚歌劇70周年を記念して、山本周五郎の作品を11年ぶりに上演した。
「半之助祝言」に「町奉行日記」の物語を絡ませて製作された作品。
江戸時代後期、国許の重臣たちによる悪政を処理した若い町奉行の折岩半之助の物語が、城代家老の一人娘・笙子や親友・堀郷之助の妹尾上、江戸から彼を追ってきた柳橋の芸者し・小せん等、様々な女性達との交わりを織り込んで繰り広げれた。

## 公演期間と公演場所
- 1984年5月11日 - 6月26日（新人公演：6月15日）　宝塚大劇場
- 1984年8月2日 - 8月28日（新人公演：8月15日）　東京宝塚劇場

## スタッフ
※氏名の後ろに「宝塚」、「東京」の文字がなければ両公演共通のデータ
- 作曲・編曲：寺田瀧雄
- 音楽指揮：野村陽児（宝塚）、大谷肇（東京）
- 振付：花若春秋
- 装置：大橋泰弘
- 衣装：任田幾英、中川菊枝
- 照明：今井直次
- 小道具：上田特市
- 効果：扇野信夫
- 音響監督：松永浩志
- 演出助手：正塚晴彦
- 製作担当：横山美二（東京）
- 制作：山田謙治

## 主な配役
※下記のデータは氏名の後ろに「宝塚」、「東京」の文字がなければ両公演共通のキャスト
本公演
- 折岩半之助 - 大地真央
- 堀郷之助 - 剣幸
- 埴谷掃部 - 麻月鞠緒
- 埴谷笙子 - 黒木瞳
- お京 - 条はるき
- 安川雄之助 - 旺なつき
- 小せん - 仁科有理
- 尾上 - 春風ひとみ
- 埴谷菊江 - 京三紗
- 大橋の太十 - 星原美沙緒
- 辻町の才兵衛 - 未沙のえる
- 前田甚内 - 汝鳥伶
- 没頭弥九郎 - 桐さと実
- 柾木剛 - 郷真由加
- 久保大六 - 涼風真世
- 〆香 - 邦なつき

新人公演
- 折岩半之助 - 涼風真世
- 堀郷之助 - 郷真由加
- 埴谷掃部 - 愛川麻貴
- 埴谷笙子 - 朝凪鈴
- お京 - こだま愛
- 磯吉 - 大峯麻友
- 小せん - 葛城ゆい（宝塚）、舞希彩（東京）